# Escuela de Nakano
La Escuela de Nakano (陸軍中野学校, Rikugun Nakano Gakkō) fue el centro de formación primario para las operaciones de inteligencia militar del Ejército Imperial Japonés durante la Segunda Guerra Mundial.

## Historia
El Ejército Imperial siempre había considerado como una prioridad alta el uso de tácticas militares no convencionales. Desde antes de la primera guerra sino-japonesa, agentes japoneses, haciendo pasar por hombres de negocios, misioneros budistas en China, Manchuria y Rusia establecieron detalladas redes de inteligencia para la producción de mapas, reclutamiento de apoyos locales, y recolección de información de fuerzas opositoras. Los espías japoneses a menudo buscaban ser reclutados como servidores personales de agentes extranjeros o como simples obreros para proyectos de construcción en obras militares extranjeras. Tales actividades estaban bajo la supervigilancia de la 2.ª Sección de la Oficina del Estado Mayor del Ejército Imperial Japonés.
En julio de 1938, después de varios intentos fallidos por penetrar en las fuerzas militares de la Unión Soviética, así como vanos esfuerzos por reclutar al Movimiento Blanco, los líderes del Ejército sentían que se requería una aproximación más sistemática respecto a la formación de agentes de inteligencia. El teniente coronel Shum Akigusa (秋草 俊）fue instruido para organizar el currículum de una escuela de formación especial, localizada en el cuarto distrito de Nakano, Tokio. En el letrero en la entrada del recinto se leía "Centro de Investigación de Correspondencia del Ejército" para distraer al público.
La Escuela de Nakano estaba inicialmente enfocada en Rusia, enseñando principalmente el ruso como lengua extranjera. En 1940, la administración de la escuela fue entregada al teniente coronel Masao Ueda（上田昌雄）, quién en 1938 había proporcionado una considerable cantidad de información de inteligencia sobre Rusia gracias a su puesto como agregado militar (una posición común para los graduados de Nakano) en Polonia.
Tras el ataque en Pearl Harbor, y el inicio de Segunda Guerra Mundial, la Escuela de Nakano cambió su foco a objetivos del sur. Después del bombardeo de Tokio, la Escuela fue reubicada en Tomioka, en la prefectura de Gunma.

## Operaciones
La escuela de Nakano tuvo más de 2.500 graduados, quienes fueron entrenados en una variedad de materias relacionadas con contrainteligencia, inteligencia militar, operaciones encubiertas, sabotaje, lenguas extranjeras, y aikido, junto con técnicas militares no convencionales en general como la guerra de guerrillas. También había cursos de extensión en una amplia variedad de temas que incluían filosofía, historia, actualidad, artes marciales, técnicas de propaganda, y varias facetas de acción encubierta.
Aunque pequeña, sus graduados ocasionalmente tuvieron éxitos dramáticos, como la captura intacta de instalaciones petroleras en Palembang, en las Indias Orientales Neerlandesas, por paracaidistas militares entrenados en Nakano. Sus graduados fueron también muy activos en las campañas de Birmania, India, y Okinawa.
Agencias de espionaje militar como F Kikan, I Kikan y Minami Kikan tenían en sus filas a una cantidad considerable de graduados de Nakano. F Kikan e I Kikan estaban enfocadas contra India británica, y fue instrumental en formar el Ejército Nacional Indio y en apoyar al Gobierno Provisional para una India Libre en Malasia y Singapur. También trabajaron con nacionalistas indonesios que buscaban la independencia de las Indias Orientales Neerlandesas. Sus esfuerzos para promover movimientos antibritánicos y antiholandeses duraron más allá del fin de la guerra, jugando un rol importante en la independencia de India e Indonesia.
Por su parte, Minami Kikan suministró y condujo al Ejército Nacional Birmano para comprometerlos en una subversión antibritánica, recolección de información de inteligencia y posterior combate directo contra fuerzas británicas en Birmania.
En China, una operación de la Escuela de Nakano fue el fallido intento de debilitar al Gobierno Nacionalista introduciendo grandes cantidades de la moneda china forjada utilizando platos de impresión robados desde Hong Kong.
Hacia el fin de la guerra, graduados de la Escuela de Nakano expandieron sus actividades dentro del mismo Japón, donde su formación en guerra de guerrillas se necesitaba para ayudar a organizar la resistencia civil contra la probable invasión estadounidense probable del archipiélago japonés.

## Posguerra
A pesar de que la Escuela de Nakano fue abolida al final de la Segunda Guerra Mundial con la rendición de Japón, muchos graduados continuaron ejerciendo funciones significativas en la jerarquía de la inteligencia militar japonesa y en la más amplia comunidad empresarial del país, como resultado de un trato general entre el jefe de la inteligencia japonesa, el teniente general Seizo Arisue y el general MacArthur (quién quiso utilizar la inteligencia japonesa en la Unión Soviética)
El subteniente graduado de Nakano, Hiroo Onoda, no se rindió sino hasta 1974 en Lubang, Filipinas. Su colega Kikuo Tanimoto fue voluntario en la Guerra de Independencia del Vietnam como asesor en la Academia Militar de Quang Ngai.

## Cultura popular
La Escuela de Nakano también ha sido tema de un número de películas de ficción popular que incluye a:
- Rikugun Nakano Gakko: Mitsumei ("Nakano Army School: Top Secret Command") (1967)
- Rikugun Nakano Gakko: Kaisen zenya ("Army Nakano School: War Broke Out Last Night") (1968)
- Rikugun Nakano Gakko: Kumoichigô shirei ("Army Nakano School: Cloud #1 Directive Japan") (1966)